# Gare de Berlin-Lankwitz
 (novembre 2021).
Si vous disposez d'ouvrages ou d'articles de référence ou si vous connaissez des sites web de qualité traitant du thème abordé ici, merci de compléter l'article en donnant les références utiles à sa vérifiabilité et en les liant à la section « Notes et références ».
La gare de Berlin-Lankwitz est une gare ferroviaire à Berlin, dans le quartier de Lankwitz.

## Histoire
Le chemin de fer est construit en 1841 au niveau du sol et en voie unique. Il passe à deux vois en 1849. La première gare de Lankwitz est inaugurée le 1er décembre 1895 par la participation décisive d'August Bruchwitz dans Viktoriastraße (aujourd'hui Leonorenstraße). Le 30 septembre 1899, elle prend le nom de gare de Lankwitz. Peu de temps après, le chemin est rehaussé et élargi à quatre voies, tandis que la gare est reconstruite à sa place actuelle au sud de Leonorenstraße et ouvre en 1901. L'électrification vient en 1903, la ligne est la première à recevoir un courant continu de 750 V en 1929, l'électrification actuelle de la S-Bahn.
Dans la nuit du 23 au 24 août 1943, Lankwitz subit un bombardement des Anglais. Une grande partie du quartier est détruite, notamment la gare de 1895 et le Realgymnasium près de la gare.
Le pont sur le canal de Teltow détruit pendant la Seconde Guerre mondiale n'est reconstruit que sur une seule voie, ce qui permet un trafic provisoire à partir du 17 août 1945. Après la reprise de la S-Bahn par la BVG le 9 janvier 1984, le secteur entre Priesterweg et Lichterfelde Süd avec la gare de Lankwitz est fermé. Le pont sur la Leonorenstraße est démoli.
Après la chute du mur de Berlin, l'importance de l'itinéraire augmente. Il rouvre après les travaux de reconstruction le 28 mai 1995. La section à voie unique au-dessus du canal de Teltow est étendue au sud, de sorte que même la gare de Lankwitz est à voie unique depuis lors. Seule la voie orientale de la plate-forme centrale est utilisée, mais dans les deux sens. Elle est la seule gare de la S-Bahn à voie unique à Berlin, où la S-Bahn circule toutes les 10 minutes. Jusqu'à l'introduction de la gestion de l'entrée et de la sortie des passagers par le conducteur, la gare était contrôlée à distance par le personnel de la gare de Südende.
La gare de Lankwitz fait partie d'un projet de gare d'échange prévue entre la S-Bahn et la ligne 9 du métro de Berlin en cas de prolongation. Cependant, en raison de la situation financière de la ville, aucune réalisation n'est attendue à plus long terme.

## Service des voyageurs

### Accueil
L'accès principal à la plate-forme se fait par le tunnel piétonnier nord-est, accessible d'une part depuis Hanna-Renate-Laurien-Platz devant la mairie de Lankwitz et d'autre part depuis la Kaulbachstraße orientée vers le nord. Un accès sans obstacle à la plate-forme est possible via une sortie côté sud-ouest avec une rampe vers Brucknerstraße.

### Intermodalité
La gare est en correspondance avec les lignes d'omnibus X83, M82, 181, 187, 283, 284 et N81 de la BVG.